# Museo de la Academia de Artillería
El Museo de la Academia de Artillería se encuentra en Segovia, España, exactamente en San Francisco número 25. Ubicado en una academia militar, la biblioteca de este museo tiene un número de volúmenes cercano a los 50000 ejemplares de obras científicas, en particular de matemáticas, geometría, física, astronomía, química, fortificaciones, navegación e historia natural. Se puede encontrar abierto de lunes a viernes y cerrado los sábados y domingos.